# ルーマー・ゴッデン
マーガレット・ルーマー・ゴッデン（Margaret Rumer Godden, OBE, 1907年12月10日 – 1998年11月8日 ）は、イギリス人作家である。
1907年、イギリスサセックス州生まれ。生後まもなく家族と共にインドに移り住み、12歳の時にイギリスに戻った。

## 作品リスト

### 大人向けの作品

#### 小説
- 1936 Chinese Puzzle
- 1937 The Lady and the Unicorn
- 1939 Back Narcissus（1947年に『黒水仙』で映画化された。）
- 1940 Gypsy, Gypsy
- 1942 Breakfast with the Nikolides
- 1945 Take Three Tenses: A Fugue in Time （1948年にデヴィッド・ニーヴン 、 テレサ・ライト主演『魅惑』(Enchantment))で、映画化された。）
- 1946 The River（1951年にジャン・ルノワール監督『河』で、映画化された。）
- 1947 A Candle for St. Jude
- 1950 A Breath of Air
- 1953 Kingfishers Catch Fire
- 1956 An Episode of Sparrows（『ぬすまれた土』[1]、『ラヴジョイの庭』）
- 1957 Mooltiki, and other stories and poems of India
- 1958 The Greengage Summer（『すももの夏』）(1961年映画化『女になる季節』(The Greengage Summer))
- 1961 China Court: The Hours of a Country House
- 1963 The Battle of the Villa Fiorita
- 1968 Gone: A Thread of Stories (Jon Godden共著)
- 1968 Swans and Turtles (短編)
- 1969 In This House of Brede
- 1975 The Peacock Spring
- 1979 Five For Sorrow, Ten For Joy
- 1981 The Dark Horse
- 1984 Thursday's Children（『バレエダンサー<上>・<下>』）
- 1989 Indian Dust (Jon Godden共著)
- 1990 Mercy, Pity, Peace, and Love: Stories (Jon Godden共著)
- 1991 Coromandel Sea Change
- 1994 Pippa Passes
- 1997 Cromartie vs. the God Shiva

#### ノンフィクション
- 1943 Rungli-Rungliot(Thus Far and No Further)
- 1955 Hans Christian Andersen（『ハンス＝クリスチャン アンデルセン ― その偉大な生涯』） (伝記)
- 1966 Two Under the Indian Sun (Jon Godden共著)
- 1968 Mrs. Manders' Cook Book
- 1971 The Tale of the Tales: Beatrix Potter Ballet
- 1972 Shiva's Pigeons (Jon Godden共著)
- 1977 The Butterfly Lions
- 1980 Gulbadan: Portrait of a Rose Princess At the Mughal Court
- 1987 A Time to Dance, No Time to Weep,（自伝）
- 1989 A House with Four Rooms,（自伝）

### 児童向け作品
- 1947 The Doll's House（『人形の家』）（アニメシリーズ： Tottie: The Story of a Dolls' House）
- 1951 The Mousewife（『ねずみ女房』）
- 1952 Mouse House（『ねずみの家』）
- 1954 Impunity Jane: The Story of a Pocket Doll （『元気なポケット人形』）
- 1956 The Fairy Doll（『ふしぎなお人形』『クリスマスのようせい ― 四つの人形のお話2』）
- 1958 The Story of Holly and Ivy（『ホリーとアイビーの物語』『クリスマスの女の子 ― 四つの人形のお話1』『クリスマス人形のねがい』）
- 1960 Candy Floss（『ゆうえんちのわたあめちゃん ― 四つの人形のお話4』）
- 1961 Saint Jerome and the Lion
- 1961 Miss Happiness and Miss Flower
- 1963 Little Plum, （Miss Happiness and Miss Flowerの続編）
- 1964 Home is the Sailor（『帰ってきた船乗り人形』）
- 1967 The Kitchen Madonna
- 1969 Operation Sippacik
- 1972 The Diddakoi (Gypsy Girl)（『ディダコイ』）
- 1972 The Old Woman Who Lived in a Vinegar Bottle（『おすのつぼにすんでいたおばあさん』）
- 1975 Mr. McFadden's Hallowe'en（『ハロウィーンの魔法』）
- 1977 The Rocking Horse Secret
- 1978 A Kindle of Kittens
- 1981 The Dragon of Og
- 1983 Four Dolls
- 1983 The Valiant Chatti-Maker
- 1984 Mouse Time: Two Stories
- 1990 Fu-Dog
- 1992 Great Grandfather's House
- 1992 Listen to the Nightingale（『トウシューズ』）
- 1996 The Little Chair
- 1996 Premlata and the Festival of Lights

## 日本語訳された作品
- 『ホリーとアイビーの物語』世界の子どもの本、厨川圭子訳、偕成社、1965年
- 『ディダコイ』児童図書館・文学の部屋、猪熊葉子訳、評論社、1975年
- 『ねずみ女房』ウィリアム・ペン・デュボア共著、石井桃子訳、福音館書店、1977年
- 『人形の家』岩波少年文庫、瀬田貞二訳、岩波書店、1978年
- 『ぬすまれた土』6年の学習・科学読み物特集、河合三郎文、古賀亜十夫絵、学習研究社、1978年[2]
- 『元気なポケット人形』岩波ようねんぶんこ、エイドリアン・アダムズ絵、猪熊葉子訳、岩波書店、1979年
- 『ハンス＝クリスチャン　アンデルセン ― その偉大な生涯』山崎時彦訳、偕成社、1980年
- 『アンデルセン ― 白鳥になったアヒルの子』世界の伝記、光吉夏弥訳、学研マーケティング、1980年
- 『台所のマリアさま』児童図書館・文学の部屋、猪熊葉子訳、評論社、1981年
- 『木馬のひみつ』世界のどうわ、猪熊葉子訳、大日本図書、1982年
- 『ふしぎなお人形』世界のどうわ傑作選（改訂版）、厨川圭子訳、偕成社、1986年
- 『クリスマスの女の子 ― 四つの人形のお話1』Best choice petit、久慈美貴訳、ベネッセコーポレーション、1989年
- 『クリスマスのようせい ― 四つの人形のお話2』Best choice petit、久慈美貴訳、ベネッセコーポレーション、1989年
- 『ポケットのジェーン ― 四つの人形のお話3』Best choice petit、久慈美貴訳、ベネッセコーポレーション、1990年
- 『ゆうえんちのわたあめちゃん ― 四つの人形のお話4』Best choice petit、久慈美貴訳、ベネッセコーポレーション、1990年
- 『バレエダンサー<上>・<下>』渡辺南都子訳、偕成社、1991年
- 『ラヴジョイの庭』茅野美ど里訳、偕成社、1995年[3]
- 『トウシューズ』渡辺南都子訳、偕成社、1996年
- 『ハロウィーンの魔法』チア・ブックス、渡辺南都子訳、偕成社、1997年
- 『すももの夏』野口絵美訳、徳間書店、1999年
- 『おすのつぼにすんでいたおばあさん』中川千尋訳、徳間書店、2001年
- 『ねずみの家』小比賀優子訳、徳間書店、2001年
- 『クリスマス人形のねがい』大型絵本、バーバラ・クーニー絵、掛川恭子訳、岩波書店、2001年
- 『帰ってきた船乗り人形』小比賀優子訳、徳間書店、2007年